# Бяласи
Бяласи (пол. Białasy) — село в Польщі, у гміні Щутово Серпецького повіту Мазовецького воєводства.
Населення — 254 особи (2011).
У 1975-1998 роках село належало до Плоцького воєводства.

## Демографія
Демографічна структура станом на 31 березня 2011 року:
|          | Загалом | Допрацездатний вік | Працездатний вік | Постпрацездатний вік |
| -------- | ------- | ------------------ | ---------------- | -------------------- |
| Чоловіки | 131     | 30                 | 93               | 8                    |
| Жінки    | 123     | 24                 | 73               | 26                   |
| Разом    | 254     | 54                 | 166              | 34                   |